# Chočbjergene
49°10′N 19°20′Ø / 49.17°N 19.33°Ø
Chočbjergene (i slovakisk, Chočské vrchy ) er en bjergkæde i det nordlige-centrale Slovakiet, og er en del af Fatra-Tatra-området i de indre vestlige Karpater. Bjergkæden er 24 kilometer lang og i gennemsnit kun 4 kilometer bred. Den højeste top er Veľký Choč der er 1.611 meter over havets overflade.

## Beliggenhed
Chočbjergene er omgivet af:
- Oravská-højlandet i nordvest
- i nordøst ligger Podtatranská Brázda-dalen,
- i øst de Vestlige Tatras ,
- Mod syd bassinet til Podtatranská kotlina ,
- i sydvest af Veľká Fatra

## Højeste toppe
- Veľký Choč, 1.611 meter
- Malý Choč, 1.465 meter
- Prosečné, 1.371 meter
- Holica, 1.340 meter
- Lomná, 1.278 meter